# Crossing Point
Crossing Point es una película estadounidense-mexicana de acción y suspenso de 2016, dirigida por Daniel Zirilli, que a su vez la escribió junto a Paul Dominic y Shawn Lock, musicalizada por Paul Cristo, en la fotografía estuvo Philip Roy y los protagonistas son Shawn Lock, Paulina Gaitán y Tom Sizemore, entre otros. El filme fue realizado por Conflict Pictures y Pop Art Film Factory; se estrenó el 3 de mayo de 2016.

## Sinopsis
Una pareja que se encuentra de vacaciones sufre una desgracia, un narcotraficante rapta a la novia y le pide a su pareja que ingrese de contrabando cocaína a Estados Unidos, si no lo hace la asesinarán.